# ミサ

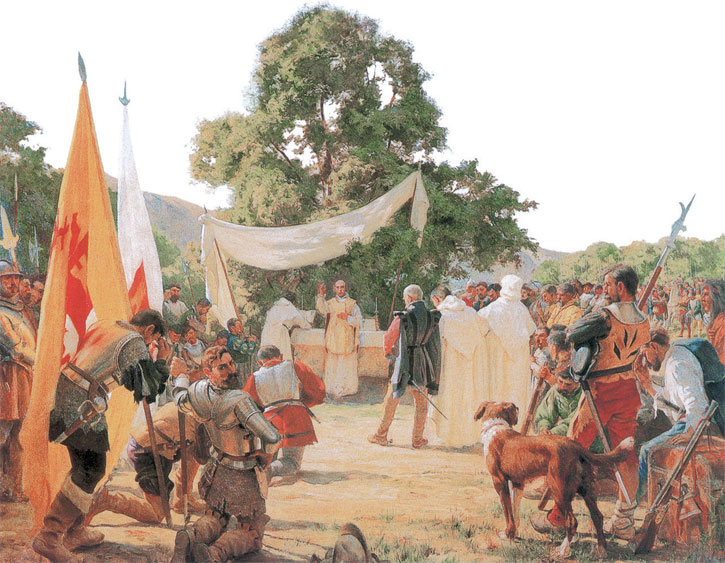
チリでの最初のミサの描写、Pedro Subercaseaux作

ミサ（ラテン語: missa, 英: mass）は、カトリック教会においてパンとぶどう酒を聖別して聖体の秘跡が行われる典礼（祭儀）。司教または司祭が司式し、信者全体が捧げるものとして位置づけられており、カトリック教会で最も重要な典礼儀式である。
カトリック教会における他の典礼や、キリスト教の他教派における礼拝（公祈祷）一般をまとめて「ミサ」と呼ぶ事例がマスメディアや書籍などで散見されるがこれは誤りである。「ミサ」とは、本項で詳述するカトリック教会における聖体の秘跡にかかる典礼だけを指す語彙である。カトリック教会のミサは、正教会では聖体礼儀に、聖公会およびプロテスタントでは聖餐式に相当する。なお、カトリック教会以外（正教会およびプロテスタント教会）では「ミサ」という表記は全く使われない。教派や祈祷の種別を問わない場合は「礼拝」という表現を使うのが無難である。　　　　　　　　　　　　　　　　　　　　　　
ミサの様式は世界共通で、大多数の地域のカトリック教会で「ラテン典礼」と呼ばれる様式によって行われ、『開祭』『ことばの典礼』『感謝の典礼』『閉祭』という四つの部分で構成される。
古代以来1960年代までラテン典礼におけるミサはすべてラテン語で行われていたが、第2バチカン公会議以降の典礼改革により各国語でも行われることになった。
日本では、1978年に日本語版『ミサ典礼書』が教皇庁典礼秘跡省より部分認証され、暫定的に日本語で行われたが、2002年に『ローマ・ミサ典礼書』ラテン語規範版第3版が発行され、2021年5月に｢ミサの式次第と第一～第四奉献文｣、｢ミサの結びの祝福と会衆のための祈り｣、｢水の祝福と灌水｣が、同省より認証され、それに従い日本語では『開祭』『ことばの典礼』『感謝の典礼』『閉祭』という四つの部分で構成されたミサが行われる。

## 名称

### 教派用語
「ミサ」はラテン語から転写されたカトリック教会用語であるが、片仮名で（日本語で）「ミサ」と言えば、本項で詳述しているカトリック教会における主の晩餐（最後の晩餐）に由来する聖体の秘跡（聖変化）が行われる典礼（祭儀）のみを指す名称であって、カトリック教会における他の典礼をも「ミサ」と呼ぶのは誤りである。たとえばカトリック教会における時課も、典礼ではあるが、ミサではない。
なお、外国においては「マス」(英: mass) という表記は聖公会、ルーテル教会、復古カトリック教会で使われる。日本で片仮名表記で「ミサ」と書くのは日本聖公会では稀であり、日本のルーテル教会に至っては皆無である。聖公会、ルーテル教会では、主の晩餐に由来する礼拝をふつう「聖餐式」と呼ぶ。
教会で行われている祈祷について、キリスト教の教派や祈祷内容が不明な場合は、単に「礼拝」と呼ぶのが無難である。
| ミサと礼拝の教派別対照表 |                                 |        |                |             |
| 教派・組織               | カトリック教会                  | 聖公会 | プロテスタント | 正教会      |
| 礼拝一般                 | 礼拝 典礼                       | 礼拝   | 礼拝           | 礼拝 奉神礼 |
| 主の晩餐に由来する礼拝   | ミサ 御ミサ ミサ聖祭 感謝の祭儀 | 聖餐式 | 聖餐式         | 聖体礼儀    |

### 日本語名
カトリック教会において、ミサは「感謝の祭儀」とも言いあらわされる。これは「イエス・キリストの死と復活を記念し、その復活の恵みに与る、喜びに満ちた感謝の祭儀」であることを示しており、ミサ式文の最後の部分では「感謝の祭儀（またはミサ聖祭）を終わります。」という言葉が司式司祭によって唱えられる。このほかにミサを意味する言葉としては「主の晩餐」「聖餐式」がある。「主の晩餐」は、ミサが最後の晩餐に起源をもつこと、「聖餐式」は聖なる会食であることを示している。また、日本のカトリック教会では「ミサ聖祭」や「御ミサ（ごみさ）」と呼ばれることもある。
なお、ミサのことを漢字では「弥撒（彌撒）」と書き、中国のみならず古くは日本でも漢字で書かれることがあったが、現代の日本のカトリック教会ではこのような漢字表記が使用されることはない。

### ラテン語
「ミサ」という名称は、式の最後のラテン語の言葉「Ite, missa est.」（ite = 行きなさい、missa est = 派遣である）というフレーズの中の語に由来し、missa（ミサ）は、ラテン語で「派遣」を意味する missio（ミッシオ）に由来すると言われる。
このミサの最後の「Ite, missa est.」という言葉の意味については、近年「行きましょう、ミサを終わります」と訳されることがあるが、ラテン語の文法を正確に理解するならば、この文章には、二人称複数（あなたたち）に対する命令形として「ite」（行け）がまずあり、次に、三人称単数の女性を主語とした「missa est」（送られた）という過去形の命題が続いている。
聖トマス・アクィナスは、「missa est」（送られた）の主語は「hostia」（いけにえ）であると断言している。まず「ミサ」という名称の由来を神学大全の中で次のように言っている。「このためにもミサと呼ばれている。その理由は、会衆が司祭を通して天主に祈りを送るように、司祭は天使を通して祈りを送るから、或いはキリストは私たちのために送られたいけにえ(hostia nobis missa) であるから。故に、ミサの終わりに、助祭は祝日に会衆にこう言う「行け、送られた」(ite, Missa est) と、すなわち、天主に受け入れられんがために、いけにえは天主に天使を通して送られた、との謂いである。」
また「ヴェディングハウゼンのリカルドへのミサの解説」の中では「諸聖人のためのミサの終わりに、「行け、送られた(ite, Missa est)」という言葉を通して、あたかも「我々のために聖父によっていけにえは送られた、或いは我々によって聖父へと再び送られた、故に、かの安息に早く入るように急げ」と言われ、聖人達がそこにおいてすでに憩っているかの栄光へと我々は見いだされる。」と説明している。

## 概説

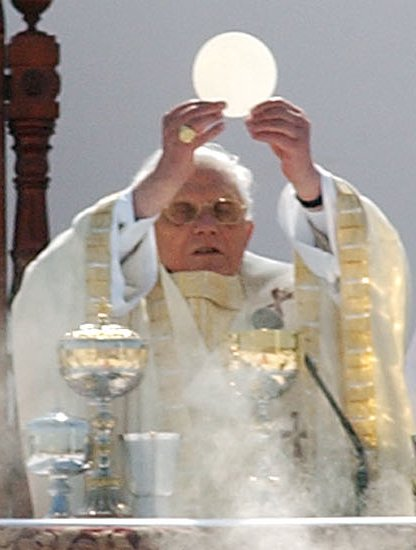
ミサを司式する教皇ベネディクト16世

キリスト教はもともとユダヤ教の中から生まれたため、聖体祭儀（ミサ）もユダヤ教のシナゴーグで行われていた礼拝の形式（聖書の朗読と説教、祈り）に、キリスト教徒がイエス・キリストの最後の晩餐を記念して行っていた聖体の典礼と会食が組み合わされて出来たものである。
キリストは最後の晩餐の席でパンを取り、「これはわたしの体である」と言い、またぶどう酒について「これはわたしの血」と言った。キリスト教徒は二千年にわたって、キリストの復活を祝うために毎週日曜日に集まり、この「主の晩餐」を行ってきた。これがカトリック教会で「ミサ」（感謝の祭儀）と呼ばれる礼拝集会である。ミサはキリストの生涯、特にその死と復活を思い起こし、キリストをとおして実現した救いの恵みに感謝し、パンとぶどう酒のしるしによってキリスト信者がキリストと一つに結ばれるもので、カトリック信者にとってもっとも大切な秘跡（神の恵みのしるし）とされている。
聖体祭儀には地方・時代においていくつかの形式が生まれたが（ミラノ典礼、アンティオキア典礼など）、通常ミサというときはローマ典礼を表す。そもそも「ミサ」という語自体がローマ典礼のラテン語典礼文に由来する。ローマ典礼は教皇庁（バチカン）の配下にある司教区（つまりは世界中のほとんど）で行われている。日本のカトリック教会もローマ典礼である。
カトリック教会の典礼は1960年代の第2バチカン公会議を反映して改革され、典礼言語としてラテン語以外に各国・各地域の言語を使うことができるようになった。日本のカトリック教会でも、昭和40年代前半までミサはラテン語で行われていた。また、それまではミサは司祭1人で執り行い、司祭が信徒に背を向ける形で祭壇に向かう形（背面式）だったが、第2バチカン公会議以降の改革でミサ本来の意味が再検討され、数人の司祭によるミサの挙行（共同司式）も認められ、式自体も司祭が信徒に向かう形（対面式）で行われるようになった。
なお、この改革以前の「トリエント・ミサ」と呼ばれるミサ形式から、聖公会の聖餐式やルター派、ドイツの合同教会の礼拝が生まれた。儀式を外面から眺める限り、これらの教会の礼拝はよく似ている。
ミサは基本的に聖堂や教会堂において執り行われるが、特別な場合は屋外や一般の室内で行われることもある。カトリックでは司祭は毎日必ずミサを捧げなければならないため、ミサはすべてのカトリック教会で（司祭が常駐しない巡回教会や、司祭が不在の場合を除いて）毎日執り行われている。ミサを執行することを「ミサをたてる」とも言う。司祭が一人でミサを執り行うこともあるが、通常はミサに参加する（「与る」（あずかる）とも表現される）信徒（会衆）と共に行われる。日曜日のミサを「主日のミサ」、平日のミサを「週日のミサ」、降誕祭（クリスマス）など特別な祝祭日のミサを「祝日のミサ」として区別する。信徒は、毎日曜日（主日）といくつかの守るべき祝日のミサにあずかることが務めとされている。
かつて20世紀半ばまではミサの行われる時間が厳しく制限されており、降誕祭と復活祭の前夜を除いて午後1時から夜明けの1時間前以前まで行うことができなかった。今ではこの制限は廃止されている。また、現代では土曜日の夕方以降に行われるミサも日曜日（主日）のミサとして扱うことができるため、日曜日にミサに参加できない信徒の便宜を図るため、多くの教会では土曜日の夕方にも「主日のミサ」が行われている。
また以前はミサの前は日付が変わってからミサまでの禁食が義務付けられていたが、現在ではミサの1時間前からの禁食に緩和されている。ただし水・薬は禁食の対象ではない。
ミサにはすべてのミサに共通の部分と、そのミサの目的や日時によって変わる部分がある。前者を通常文、後者を固有文という。

### ユダヤ教との関連
ユダヤ教との関連において、トリエント公会議（1545-1563年）は、その第22総会において「ミサ聖祭とは、旧約の種々のいけにえによって予型とされ、示されていた（創世記4:4、8:20、12:8、12:22、出エジプト記随所参照）善が実現し完成したものであり、新約のいけにえであるミサ聖祭は旧約のいけにえのすべてを含んでいる」とする。トリエント公会議は、そのことを、次のようにユダヤ教のいけにえとミサ聖祭との関係について宣言した。
- 「使徒パウロによれば、旧約時代にはレビ族の司祭職は完全なものでなかったため、慈悲深い父である天主の計画によって、メルキセデクの位にひとしい他の司祭を立てる必要があった（創世記14:18、詩編109:4、ヘブライ7:11）。それがすなわち、私たちの主イエズス・キリストであって、キリストは「聖化すべきすべての人々を完全なもの」（ヘブライ10:14）にすることができた。…」

- 「イスラエルの子たちがエジプトからの脱出の記念としてささげた旧約の過越（出エジプト記12:1以降）を祝った後、キリストは新しい過越の祭を制定した。キリストは自分がこの世から父の所に移る時、自分の血を流すことによってわれわれを救い、「闇の権力から救い出し、自分の国に移した」（コロサイ1:13）。キリストはその記念として、目に見えるしるしのもとに、教会において司祭たちによって自分をささげるのである。」

- 「清い供え物が、それを供える者の側からの欠点または罪悪によってけがされることができない。この供え物は、主がマラキア預言者を通じて予告したものであり、諸国民の間で偉大な主の名に、主の名のためにささげられる（マラキ1:11参照）。使徒パウロもコリント人に書き送った手紙の中で、この供え物について述べている。すなわち、悪魔の食卓に列席してけがれた者は、主の食卓に列席することはできないと。食卓という時、パウロは祭壇をさしている（コリント第一10:21参照）。

### ミサの本質
旧約のいけにえの完成でありキリストの教会のいけにえ
トリエント公会議はその第22総会において次のようにミサ聖祭について宣言した。
- 「私たちの天主であり、主であるキリストは、十字架の祭壇の上で死に、「一度で永久に」（ヘブライ10:14）父である天主に自分をささげて、救いのわざを完成した。しかしキリストの司祭職は死によって消去るものではなかったので（ヘブライ7:24、27）、敵の手に渡される夜（コリント第一11:13）、最後の晩さんにおいて、自分の愛する花嫁である教会に目に見えるいけにえ（英: visible sacrifice）を残したのである（人間のためにはこれが必要であった）（第1条）。これによって、十字架上で一度血を流してささげたものが表わされ、その記憶が世の終りまで続き（コリント第一11:23以降）、その救いの力によってわれわれが毎日犯す罪が赦されるのである。キリストは「メルキセデクの位にひとしい永遠の司祭」（詩編109:4）であると宣言して、自分の体と血をパンとブドー酒の形色のもとに父である天主にささげた。そして、使徒たちを新約の司祭として制定し、パンとブドー酒の形色のもとに拝領するように自分の体と血を与えた。使徒たちとその後継者たる司祭職に、「私の記念としてこれを行え」（ルカ22:19、コリント第一11:24）という言葉で、それをささげるように命じた。

罪の償いのための真のいけにえ
トリエント公会議は言葉を続けてこう宣言する。
- 「ミサにおいて行われるこの神的ないけにえの中に、十字架の祭壇上で血を流して自分自身を天主にささげた（ヘブライ9:27）その同じキリストが現存し、血を流さずに自分自身をささげている。したがって、聖なる公会議は次のことを教える。すなわち、ミサ聖祭は真に罪の償いのいけにえである（英: this sacrifice is truly propritiatory）（第3条）と。」

- 「われわれが真心と正しい信仰、畏敬の念と痛悔と償いの心をもって天主に近づくならば、「適切な時に慈悲を受け、恩恵を見出すようになる」（ヘブライ4:16）であろう。なぜなら、このいけにえによってなだめられた主は、悔改めの恩恵とたまものを与え、どのように重い大罪さえも赦すからである。すなわち、（十字架のいけにえと祭壇のいけにえであるミサ聖祭とでは）いけにえは同一である。あの時自分を十字架の上でささげたキリストが、今司祭の役務を通してささげているからである。違うのはささげ方だけである。事実、この無血の供え物によって、十字架上の（流血の）ささげものの成果を非常に豊かに受けることができる。しかし、このいけにえ（ミサ）によって十字架上のいけにえが決して廃止されるのではない（第4条）。」

## ミサの式次第
以下、ローマ典礼における現行のミサ式次第を解説する。

### 開祭の儀
司祭が入堂し、祭壇についてミサを開始する。信徒・修道者など会衆がいる場合、ミサの初めには「入祭の歌」として聖歌が歌われることが多い。入祭の歌は義務ではないが、歌わない場合は入祭唱を唱えなければならない。初めに司祭と会衆の間で挨拶が交わされ、初めの祈りが唱えられる。次に悔い改めの祈りと司祭による「集祷文」という短い祈り、続いて「あわれみの賛歌」（キリエ）が唱えられ、待降節及び四旬節以外の主日と祭日には「栄光の賛歌」（グローリア）が唱えられる。

### ことばの典礼
次に「ことばの典礼」といわれる部分に入る。ここでは平日には2つ、主日と祝日には3つの聖書からの部分が朗読される。それらの朗読は第一朗読、第二朗読（主日と祝日のみ）、福音朗読と呼ばれる。
第一朗読では通常、旧約聖書が読まれるが、復活節に限って『使徒言行録』か『ヨハネの黙示録』が朗読される。第二朗読は使徒の書簡（主にパウロの手紙）が朗読される。第一朗読の後には、「答唱詩編」という先唱者と会衆による章句の繰り返しと「詩編」の朗読が行われる（交読という）が、通常のミサでは歌われることが多い。「アレルヤ唱」（四旬節の期間は「詠唱」）の後で行われる福音朗読はその名前の通り、福音書が朗読される。第一朗読、第二朗読は信徒が朗読することが多いが、福音朗読は司祭もしくは助祭が行うことになっている。福音朗読の時、会衆は起立することになっている。なお、「ことばの典礼」（聖書朗読）の際、現代の日本のほとんどのカトリック教会では新共同訳聖書が用いられている。
福音朗読に続いて、司祭（あるいは助祭）による説教が行われる。説教では通常、その日の福音や聖書朗読の解説がされることが多い。主日と祭日には説教の後で「信仰宣言」が行われる。ミサの国語化以来、日本の教会は洗礼式に用いられる略式の信仰宣言を用いるか、ごくまれに文語訳のニケア・コンスタンチノープル信条（クレド）を用いてきたが、2004年に口語訳のニケア・コンスタンチノープル信条が司教団より公式に発表された。従来の使徒信条を唱えることもできるが、略式の信仰宣言は廃止された。
信仰宣言に続き、そのときに応じて意向で唱える「共同祈願」という祈りが唱えられる。

### 感謝の典礼

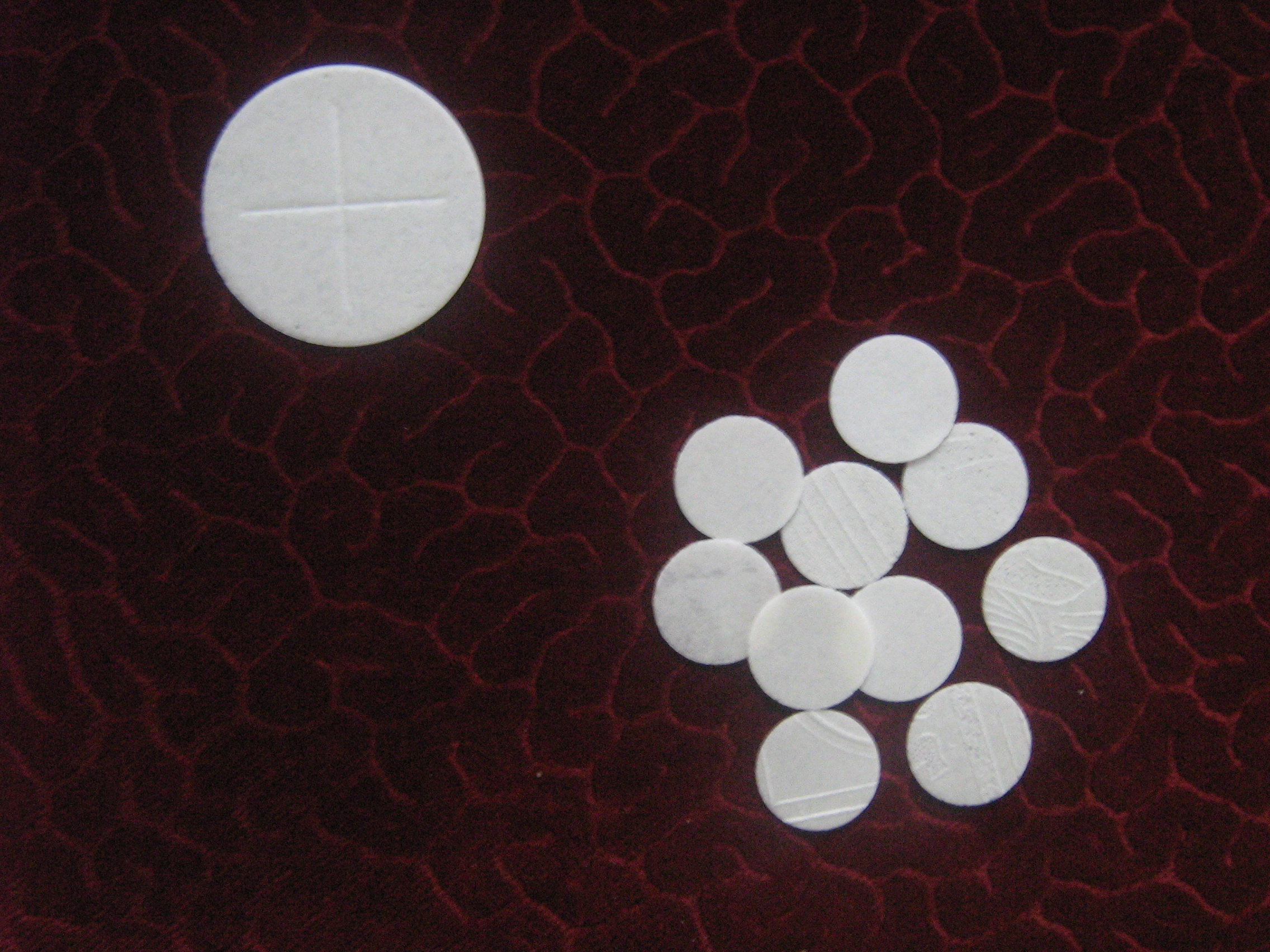
カトリック教会、聖公会、及び一部プロテスタントで用いられる、「ホスチア」とも呼ばれる無発酵パン。写真のように薄い形状をしたものがよく用いられるが、稀に煎餅のように厚い無発酵パンを用いる教会もある。大きいほうは司式者用、小さい方は会衆用であるが、不足時は必ずしもこれによらない。

ことばの典礼が終わると、パン（「ホスチア」と呼ばれる、小麦粉を薄く焼いた食べ物。これが聖体になる）とぶどう酒、そして水が祭壇へ準備される（これを奉納という）。ここから始まる「感謝の典礼」はキリストの最後の晩餐に由来するものとされ、ミサの中心的部分である。次に司祭によって「奉納祈願」と「叙唱」という祈りが唱えられ、会衆と共に『黙示録』に由来する賛美の祈り「感謝の賛歌」（サンクトゥス）が唱えられる。
次に司祭によって「奉献文」が唱えられ、この中で聖変化が行われる。ここでは司祭がパン（ホスチア）とぶどう酒を取って、キリストが最後の晩餐で唱えた言葉を繰り返す。これによってパンとぶどう酒がキリストの体（聖体）と血（御血（おんち））に変わる、というのが伝統的なカトリック教会の教義である。神学用語では「実体変化（全実体変化）」（羅: transsubstantiatio）といわれ、これについては歴史上多くの議論が行われてきた。（プロテスタント諸派では、宗教改革以降、パンとぶどう酒が本当にキリストの体に変わる訳ではなく、単なるシンボルに過ぎないと考えたが、カトリック教会はトリエント公会議での議論によって改めてこれを否定、現代に至っている。）

### 交わりの儀
奉献文に続いて、福音書の中でキリストが弟子たちに教えたとされる「主の祈り」が唱えられる。そして司祭の祈願に続いて「平和の挨拶」という司祭や会衆同士のあいさつが行われる。さらに「平和の賛歌」（アニュス・デイ）が続き、司祭はパン（聖体）を裂いて一部をぶどう酒（御血）に浸す。司祭が聖体を食べ、御血を飲む。これを「聖体拝領」（聖餐）という。司祭（または助祭）は続いて聖体を信者に配り、信者も聖体拝領を行う（非信者は同席出来るが受けられない）。通常はパン（聖体）のみだが、場合によっては信者もぶどう酒（御血）を飲むこともある。聖体拝領が終わると、司祭が拝領後の祈りを唱えて交わりの儀がおわる。この場合の「交わり」というのは、神と人との交わり、参加者同士が同じ聖体を受けて交わるという意味である。

### 閉祭の儀
拝領後の祈りのあと、信徒・会衆への連絡などが行われることがある。続いて司祭の祝福とミサからの派遣が行われる。ミサの終わりにも「閉祭の歌」として聖歌が歌われることが多い。なお、司祭と会衆との間に交わされる「最後の交唱」でミサは終わりなので、閉祭の歌そのものは義務ではない。